# Геревич, Пал
Пал Геревич (венг. Gerevich Pál; род. 10 августа 1948 года) — венгерский фехтовальщик на саблях, призёр Олимпийских игр и чемпион мира.
Пал Геревич родился в 1948 году в Будапеште. Его родителями были знаменитые фехтовальщики Аладар Геревич и Эрна Богати, он являлся внуком Альберта Богена, завоевавшего серебряную медаль Олимпийских игр 1912 года. Старший брат Дьёрдь (1946 — 2008) был известным тренером по фехтованию. Жена Пала — венгерская волейболистка Дьёндьи Барди (род. 1958), участница Олимпийских игр 1976 и 1980 годов.
В 1972 году на Олимпийских играх в Мюнхене Пал Геревич стал обладателем бронзовой медали. В 1973 году он завоевал золотую медаль чемпионата мира. На чемпионате мира 1975 года он завоевал серебряную медаль, на чемпионате мира 1977 — золотую и бронзовую, на чемпионате мира 1978 — золотую. В 1980 году на Олимпийских играх в Москве он вновь стал обладателем бронзовой медали, а в 1981 и 1982 годах опять завоевал золотые медали чемпионатов мира.
В 1977 году, после победы в личном первенстве саблистов на чемпионате мира в Буэнос-Айресе, Пал Геревич был признан в Венгрии «спортсменом года».